# Indulgenz

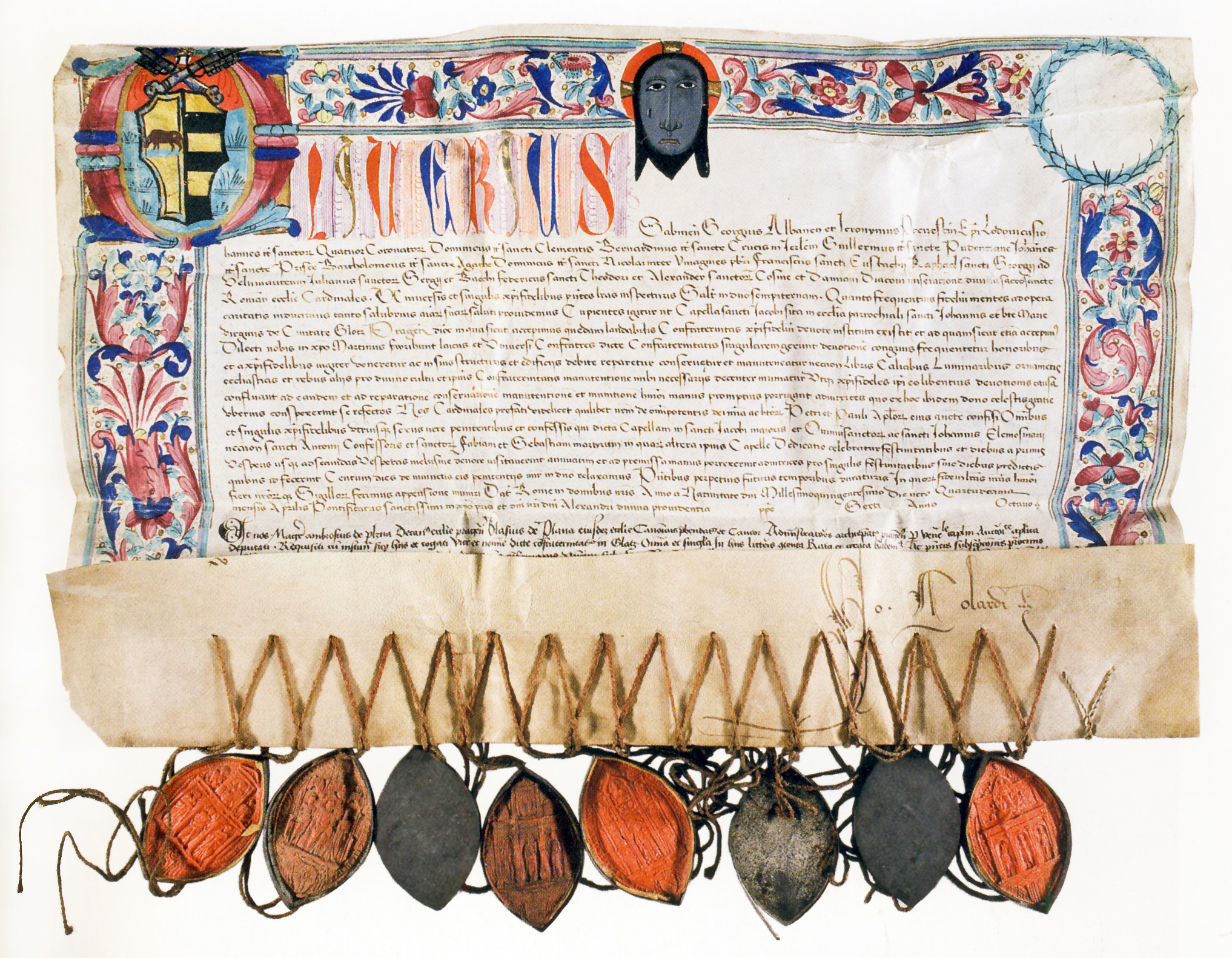
Urkunde, mit der den Gläubigen für den Besuch der St.-Jakobs-Kapelle der Pfarrkirche im schlesischen Glatz ein Ablass gewährt wird

Indulgentia (lateinisch für „Nachsicht“) ist ein Straferlass, in der Theologie vor allem der römisch-katholischen Kirche ein Nachlass zeitlicher Sündenstrafen des Empfängers eines solchen Gnadenaktes (siehe auch Ablass).
Im römischen Strafrechtswesen wurde die Indulgenz besonders bei feierlichen Anlässen ausgeübt, was etwa einer Amnestie durch spätere Regenten oder Staatsoberhäupter entspricht. 
Als Indulgentia wurde ferner eine auf kaiserlichen Münzen vorkommende Göttin der Gnade bezeichnet, die auch „die Himmlische“ genannt wurde. Auf den Denaren wird sie auf einen Löwen über Wasserwellen gen Himmel reitend mit einer Standpauke dargestellt, die böse Geister in der Luft vertreibt.